# Robert FitzWalter

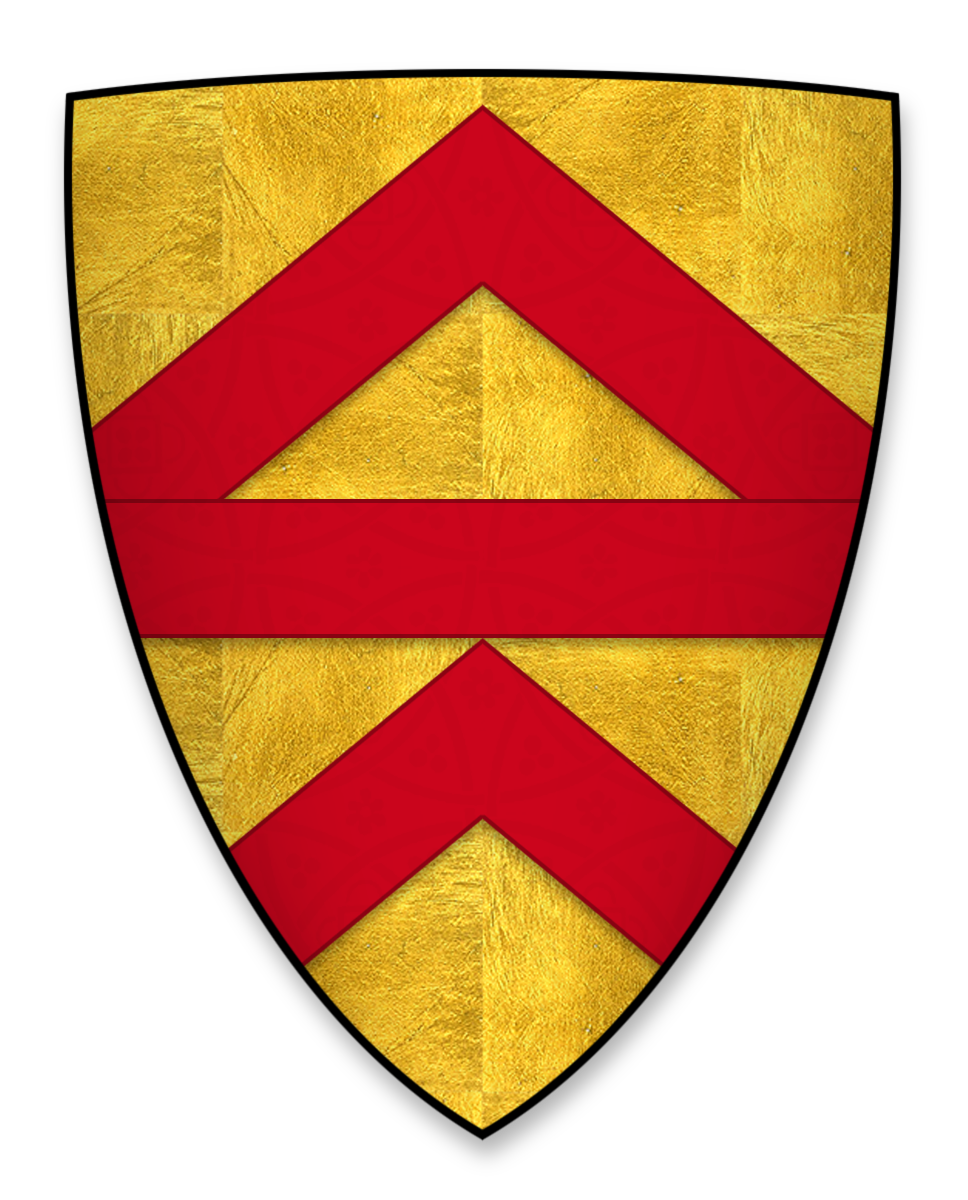
Wappen von Robert FitzWalter

Robert FitzWalter, auch Robert Fitzwalter (* um 1180; † 9. Dezember 1235), Lord of Dunmow, war ein anglonormannischer Adliger. Er war einer der Führer der Rebellion gegen König Johann Ohneland, die zum Abschluss der Magna Carta und zum Ersten Krieg der Barone führte.

## Herkunft
Robert FitzWalter entstammte der Familie Fitzwalter. Er war ein Sohn von Walter FitzRobert, Lord of Dunmow in Essex, und von Matilda, einer Tochter von Richard de Lucy, dem Justiciar des englischen Königs Heinrich II. Sein Großvater Robert war ein jüngerer Sohn von Richard de Bienfaite gewesen, so dass FitzWalter einer Seitenlinie der Familie Clare angehörte und mit Richard de Clare, 3. Earl of Hertford und dessen Sohn Gilbert verwandt war. Sein Geburtsjahr ist unbekannt, vielleicht ist er sogar der Robert Fitzwalter, der 1180 im Gefolge von König Heinrich II. bei einem Turnier in Lagny-sur-Marne erwähnt wird. Er erbte nach dem Tod seines Vaters 1198 dessen Besitzungen, zu denen neben Baynard’s Castle in der City of London die Honour of Dunmow mit umfangreichen Landbesitz mit 66 Knight’s fee in Essex und in Nordengland gehörte. Durch seine Heirat mit Gunnora, der Tochter und Erbin von Robert de Valognes, vergrößerte er seinen Grundbesitz um weitere 32 Knight’s fee, so dass er zu einem der mächtigsten Barone Englands wurde, der dem König mit insgesamt 98 Knight’s fee lehenspflichtig war. Neben seinem Grundbesitz betrieb FitzWalter jedoch auch einen ausgedehnten Weinhandel.

## Teilnahme an den Kämpfen in der Normandie und im Poitou
Während der Eroberung der Normandie durch Frankreich wurde FitzWalter zusammen mit seinem engen Freund und Cousin Saer de Quincy im Frühjahr 1203 Kommandant der strategisch wichtigen Burg Vaudreuil in der östlichen Normandie. Beim Herannahen der französischen Truppen übergaben sie 1203 die Festung kampflos, obwohl sie noch kurz zuvor mit Nachschub versorgt worden waren und die Burgbesatzung ihren Sold erhalten hatte. Für die feige Übergabe wurde er von den Franzosen verachtet, während König Johann behauptete, dass die Burg auf seinen Befehl hin übergeben worden sei, um die Katastrophe zu verschleiern. Der gefangene FitzWalter wurde in der Burg von Compiègne eingekerkert und erst gegen ein Lösegeld in Höhe von 5000 Mark freigelassen. Das Lösegeld hatte FitzWalters Cousin William d’Aubigné, der während der Gefangenschaft seine Besitzungen verwaltet hatte, durch Verpfändungen und auch Landverkauf aufgebracht, während der König nichts zu dem Lösegeld beigetragen hatte. 1204 erbte FitzWalter einen Anteil am Erbe seines Onkels Godfrey de Lucy, Bischof von Winchester, doch zweifelsohne hatte er mehr erwartet, da sein Onkel Verwalter von Ongar in Essex gewesen war, das wieder an den König fiel. 1206 nahm FitzWalter am Feldzug des Königs ins Poitou teil.

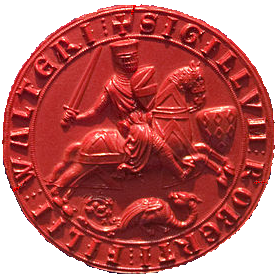
Siegel von Robert FitzWalter (Abdruck aus dem 20. Jahrhundert)

## Rebell gegen den König

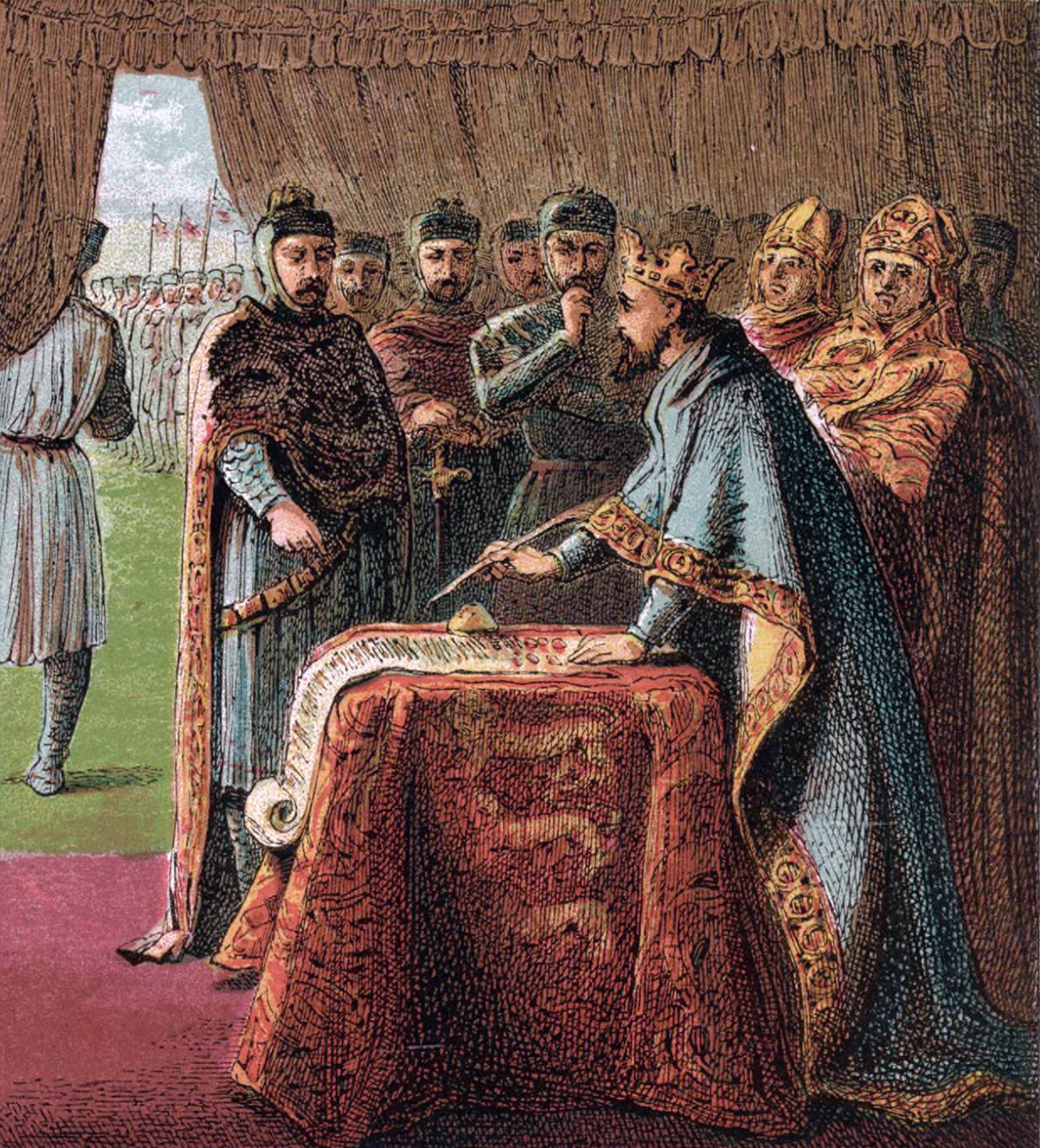
König Johann unterzeichnet die Magna Carta (Historisierende Darstellung von 1868)

1210 hatte FitzWalter noch den König auf dessen Expedition nach Irland begleitet und dabei die Anklage gegen den abtrünnigen Baron William de Braose bezeugt. Die genauen Ursachen, warum FitzWalters ein erbitterter Gegner von König Johann wurde, werden unterschiedlich erklärt. Roger von Wendover nennt einen Streit mit dem Abt von St Albans über die Priorei von Binham als Ursache. Neben anderen Streitereien hätte der Abt einen neuen Prior ernannt, ohne FitzWalter, der sich zu dieser Zeit auf dem Feldzug in Irland befand, aber Rechte an der Priorei beanspruchte, zu fragen. Nach seiner Rückkehr aus Irland hätte FitzWalter Binham belagert, worauf der König in dem Streit zu Gunsten der Abtei entschieden hätte. Nach einer anderen Version hätte der König FitzWalters Tochter Matilda verführen wollen, und nach einer dritten Version hätte der König FitzWalters Schwiegersohn Geoffrey FitzGeoffrey de Mandeville wegen Mordes an einem Edelmann hängen wollen, wovon ihn nur FitzWalters Drohungen abbringen konnten. Letztlich kann kein einzelner Anlass gefunden werden, der die Opposition FitzWalters erklärt. Ein Streit mit dem König über einen Teil des Erbes seiner Mutter 1210 verschärfte sicher nur den Konflikt.
Angeblich wollte FitzWalter zusammen mit Eustace de Vesci König Johann während dessen geplanten Feldzugs nach Wales 1212 töten oder den Walisern ausliefern. Die Verschwörung wurde jedoch am 16. August dem König verraten, und FitzWalter musste zusammen mit de Vesci ins Exil flüchten. FitzWalter und neun seiner Gefolgsleute wurden von einem königlichen Gericht in Essex geächtet, seine Besitzungen ließ der König besetzen und im Januar 1213 zerstörte er zwei Burgen FitzWalters, Benington Castle in Hertfordshire sowie Castle Baynard in London. FitzWalter war nach Frankreich geflüchtet, wo sein Bruder, der mit ihm geflohene Archidiakon William FitzWalter von Hereford die Verbindung zu den ebenfalls im französischen Exil lebenden Bischöfen Giles de Braose von Hereford und Erzbischof Stephen Langton von Canterbury herstellte. Diesen gegenüber stellte sich FitzWalter als Märtyrer, der dem exkommunizierten König nicht länger dienen konnte, dar. Dadurch gelang es ihm und de Vesci, dass der Papst ihre Rückkehr und die Rückgabe ihrer Besitzungen 1213 zu einer Bedingung der Aufhebung der Exkommunikation des Königs machte. Am 27. Februar 1213 gewährte der König deshalb FitzWalter und Vescy freies Geleit, und am 19. Juli erhielt FitzWalter seine Besitzungen zurück, während seine inhaftierten Gefolgsleute freigelassen wurden. Der König versuchte im November 1213, FitzWalter wieder auf seine Seite zu ziehen. Er beauftragte seine Beamten, die während FitzWalters Exils entstandenen Verluste zu schätzen und bestätigte das Erbe von FitzWaltersr Schwiegersohn Geoffrey de Mandeville. Dennoch weigerte sich FitzWalter zusammen mit anderen Baronen, an dem geplanten Feldzug von König Johann nach Frankreich teilzunehmen, da seine Lehenspflicht nicht Kämpfe für die Besitzungen des Königs im weit entfernten Poitou umfassen würde. Der König befahl nun seinem Justiziar Peter des Roches, als neue Äbtissin von Barking Abbey nicht Fitzwalters Schwester wählen zu lassen, ebenso beauftragte er im Juni 1214 William Marshal, dass dem Kandidaten von FitzWalter die Kandidatur zum Abt der Abtei St. Edmund verwehrt bleiben sollte. Als der König Ende 1214 von seinem fehlgeschlagenen Feldzug zurückkehrte, gehörte FitzWalter wieder zu den Führern der rebellischen Adligen, die sich gegen die Erhebung des Schildgeldes durch den König auflehnten.

## Führer der Rebellen und Abschluss der Magna Carta
Ob Fitzwalter im November 1214 zu den Baronen gehörte, die in Bury St Edmunds eine Bestätigung der Charter of Liberties von König Heinrich I. verlangten, ist zweifelhaft, da er zwei Tage später in London war. Im Januar 1215 gehörte er zu den Baronen, die dem König ihre Beschwerden und eine Forderung nach der Charter vortrugen. Als der König Ende April die versprochene Antwort auf die Forderungen der Barone weiter hinauszögerte, gingen FitzWalter und andere Barone zur offenen Rebellion über. Sie vereinigten ihre Streitkräfte und kündigten am 5. Mai 1215 ihren Treueeid gegenüber dem König auf. Die Rebellen wählten FitzWalter zu ihrem Anführer, und er nahm den Titel Marshal of the Army of God an, was als Erwiderung auf Johanns Kreuzzugsgelübde vom 4. März zu sehen ist. Zusammen mit Geoffrey de Mandeville belagerte er zwei Wochen vergeblich Northampton Castle, wobei bei einem vergeblichen Angriff FitzWalters Standartenträger getötet wurde. Am 12. Mai befahl der König die Besetzung der Ländereien von FitzWalter und weiterer Rebellen. Durch die handstreichartige Besetzung Londons erhielten die Rebellen jedoch großen Zulauf. Dieser Erfolg ging zweifelsfrei zu großen Teilen auf FitzWalter zurück, der nicht zuletzt durch seinen Weinhandel gute Beziehungen zu Londoner Kaufleuten hatte, sondern als Lord von Baynard’s Castle auch Beschützer der Stadt, erblicher Standartenträger und Führer der Stadtmiliz war. Nach Plünderung der Häuser von Unterstützern des Königs ließen er und Geoffrey de Mandeville die Stadtmauern verstärken, wobei sie die Häuser der Juden abreißen ließen, um Material zu gewinnen.
Der König war nun gezwungen, zu verhandeln. Als Führer der Rebellen gehörte FitzWalter zu den 25 Baronen, die in der Magna Carta zur Überwachung der Bestimmungen genannt wurden. In einem eigenen, vermutlich am 19. Juni geschlossenen Vertrag übergab ihm der König die Verwaltung von Hertford Castle, das er seit langem als Erbe seiner Frau beanspruchte. Dennoch misstraute er weiter dem König und blieb Führer der Aufständischen, die unter dem Vorwand, dass noch nicht alle Auflagen der Magna Carta erfüllt seien, die City of London besetzt hielten. Im August versuchten die Barone, die Kontrolle über mehrere Grafschaften zu gewinnen, und FitzWalter sollte dies in Northamptonshire versuchen. Anfang September brach der offene Bürgerkrieg aus, und am 17. September befahl der König Henry FitzCount, die Besitzungen FitzWalters in Cornwall zu besetzen.

## Rolle im Ersten Krieg der Barone
Während der nun folgenden bewaffneten Auseinandersetzung mit dem König verschanzte sich FitzWalter mit seiner Streitmacht in London. Durch einen Vorstoß nach Kent konnte er Rochester Castle besetzen, wo er William d’Aubigny mit einer starken Besatzung zurückließ. FitzWalter hatte d’Aubigny zugesagt, ihn im Falle einer Belagerung zu entsetzen, doch am 12. Oktober musste er gegen die königlichen Söldnertruppen die Verteidigung der Brücke über den Medway aufgeben und sich nach London zurückziehen. Mit 700 Rittern rückte er am 26. Oktober wieder nach Rochester vor, doch in Dartford erfuhr er, dass ihnen überlegene königliche Truppen entgegenzogen. Er zog sich mit seinen Truppen wieder nach London zurück, worauf am 30. November 1215 die Burg erobert wurde.
Zu Beginn 1216 reiste FitzWalter mit Saer de Quincy nach Frankreich, um dem französischen Prinzen Ludwig die englische Krone anzubieten. Nach der Ankunft des Prinzen in London führte FitzWalter am 3. Juni zusammen mit Mayor William Hardel die Barone und Bürger an, die Ludwig in der St Paul’s Cathedral als neuem König huldigten. Während Prinz Ludwig im Juni Kent und Sussex eroberte, unterwarf FitzWalter zusammen mit William de Mandeville und William de Huntingfield Essex und Suffolk.
Auch nach dem Tod von König Johann im Oktober 1216 blieb FitzWalter auf der Seite von Prinz Ludwig. Im April 1217 sollte er als Führer einer starken französischen Streitmacht das belagerte Mountsorrel Castle, eine Burg Saer de Quincys, entsetzen. Das Belagerungsheer zog sich nach Lincoln zurück, worauf FitzWalter ihnen folgte. Zum Entsatz des belagerten Lincoln Castle erschien am 20. Mai ein königliches Entsatzheer unter William Marshal. In der folgenden Schlacht von Lincoln wurde FitzWalter zusammen mit seinem Sohn Robert gefangen genommen. Er blieb in Gefangenschaft von William de Forz und kam erst nach dem Frieden von Lambeth, der den Krieg der Barone beendete, wieder frei. Aufgrund der Amnestie des Regenten William Marshal musste er nur ein geringes Lösegeld zahlen und erhielt seine Besitzungen zurück. Am 8. Oktober 1217 wurde er freigelassen. Von Ende Oktober bis Anfang November 1217 an einer großen Ratsversammlung in Westminster teil, während der er wie andere frühere Rebellen dem neuen König Heinrich III. huldigte und ihm Treue schwor.

## Kreuzzug und späteres Leben

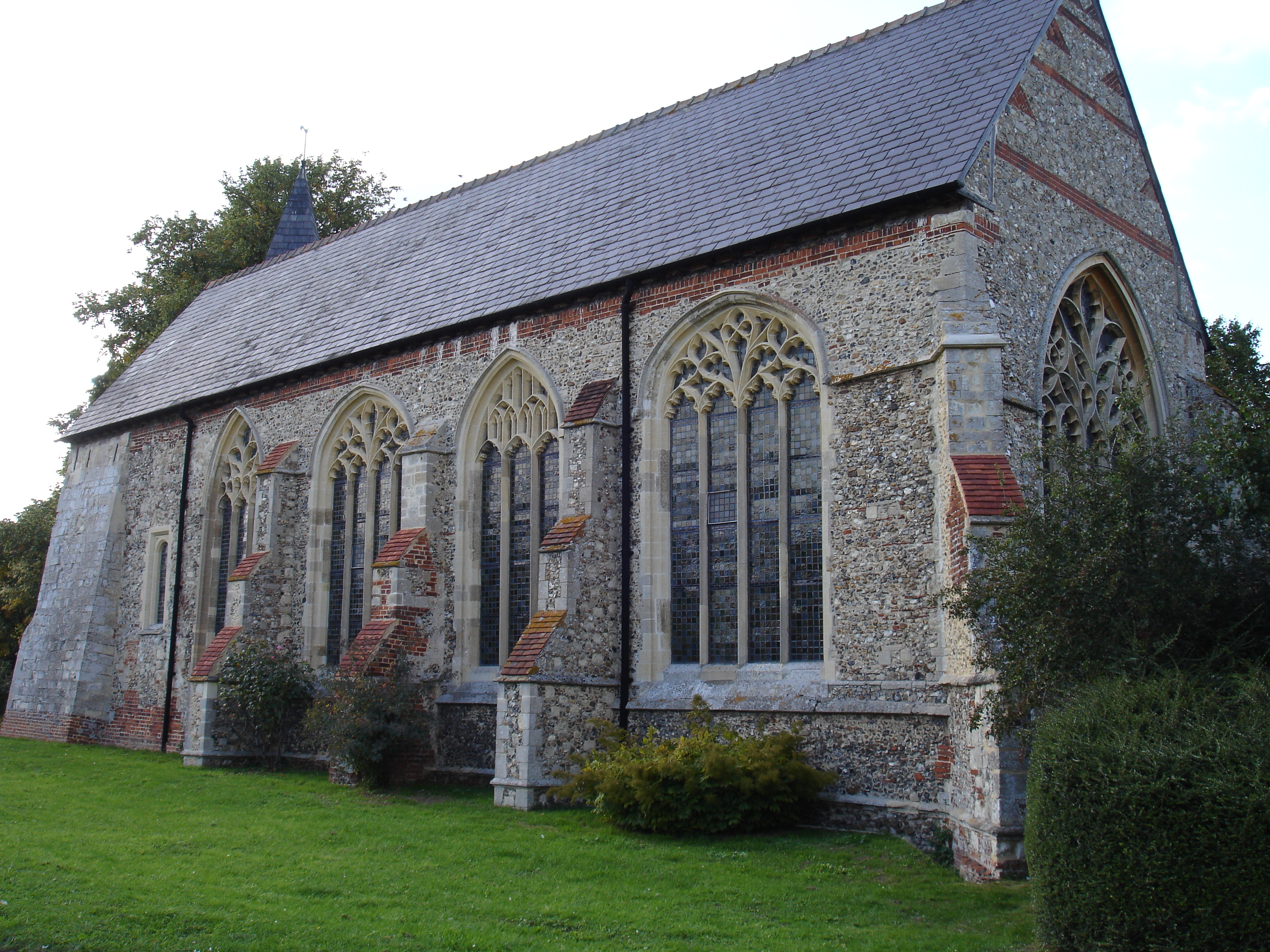
Die ehemalige Prioratskirche von Little Dunmow, wo FitzWalter begraben wurde

Im Januar 1218 bürgte FitzWalter mit anderen Baronen für den freigelassenen John de Braose und seinen Bruder. Im Juli wurde er Vormund seines Neffen Walter Fitzsimon und bezeugte die Abmachung, dass bis zur Volljährigkeit des Königs keine neuen Charter oder Letters Patent mit dem Großen Siegel besiegelt werden dürfen. Im November 1218 nahm er mit Erzbischof Langton und anderen ehemaligen Rebellen wieder an einer großen Ratsversammlung teil, die die beiden ehemals verfeindeten Lager weiter versöhnte. 1219 nahm FitzWalter zusammen mit seinem alten Waffengefährten Saer de Quincy am fünften Kreuzzug teil. Im Juli 1219 erreichten sie Damiette, wo sie die Belagerungstruppen verstärkten. Quincy starb am 3. November kurz vor der Eroberung der Stadt, und FitzWalter kehrte wegen einer Krankheit vorzeitig, vermutlich 1220, vom Kreuzzug zurück.
Bis zu seinem Tod nahm FitzWalter aktiv am politischen Leben in England teil. Er war eindeutig mit dem König versöhnt und unterstützte ihn loyal. Nach der Belagerung von Castle Bytham im Januar 1221 bürgte er für den rebellierenden William Forz, der ihn 1217 gefangen genommen hatte und sich schließlich den königlichen Truppen ergab. Im September und Oktober 1223 nahmen Vasallen von FitzWalter am Feldzug nach Montgomery gegen den walisischen Fürsten Llywelyn ab Iorwerth teil. Im Dezember 1223 unterstützte er den König und den Justitiar Hubert de Burgh gegen den Earl of Chester, Falkes de Bréauté und andere abtrünnige Kastellane, die sich gegen die Rückgabe königlicher Burgen wehrten. Am 11. Februar 1225 bezeugte er die erneute Anerkennung der Magna Carta durch König Heinrich III.
Er wurde in Dunmow Priory begraben.

## Familie und Nachkommen
Aus seiner ersten Ehe mit Gunnora, einer Tochter von Robert de Valognes, hatte FitzWalter drei Kinder:
- Matilda († 1212) ⚭ Geoffrey FitzGeoffrey de Mandeville, 2. Earl of Essex
- Robert
- Christina ⚭ William FitzGeoffrey de Mandeville, 3. Earl of Essex

Nach Gunnoras Tod heiratete er nach 1207 Rohese, mit der er mindestens ein weiteres Kind hatte:
- Walter († 1258)

Da sein ältester Sohn Robert vor ihm ohne männliche Nachkommen gestorben war, wurde sein noch minderjähriger Sohn Walter aus seiner zweiten Ehe sein Erbe, seine Nachfahren erhielten den Titel Baron FitzWalter. Seine Tochter Christina, Tochter aus erster Ehe und Frau von William de Mandeville, erbte die Besitzungen ihrer Mutter Gunnora de Valognes.
Im französischen Exil soll FitzWalter die Verschwörung von 1212 mit einer versuchten Verführung seiner Tochter Matilda durch den König begründet haben. In späteren Chroniken wurde diese Geschichte weiter ausgeschmückt. Danach soll der König Matilda nach ihrer Zurückweisung vergiftet haben. Der Schriftsteller Anthony Munday setzte in seinen um 1600 erschienenen Robin-Hood-Stücken die Figur der Maid Marian mit FitzWalters 1212 verstorbener Tochter Matilda gleich.

## Bewertung
FitzWalter wurde schon von den mittelalterlichen Chronisten negativ beurteilt. Der französische König Philipp II. bezeichnete FitzWalter gegenüber William Marshal als eine Fackel, die man benutzte und anschließend in die Senkgrube warf. Der Historiker Wilfred Warren bezeichnete ihn als verrufen und bösartig. Wegen seiner Streitsucht sei er von seinen Standesgenossen nur wegen seines Reichtums, seiner weitläufigen Verwandtschaft und seiner Aggressivität als Führer der Barone akzeptiert worden. Letztlich sei er ein einfaches adliges Raubein gewesen, das nur das Blut des Königs sehen wollte. Nigel Saul hält ihm vor, den politischen Streit zur Durchsetzung persönlicher Interessen genutzt zu haben. Andererseits war er in seiner Gegnerschaft gegenüber dem König unerschütterlich, und sein Eintreten für den minderjährigen Heinrich III. und seine Teilnahme am Kreuzzug lassen sein späteres Leben in einem günstigeren Licht erscheinen.